# Пирамида Сенусерта III
Пирамида Сенусерта III (Лепсиус XLVII) — древняя египетская пирамида, расположенная в Дахшуре и построенная для фараона Сенусрета III из 12-й династии (19 век до н. э.).
Пирамида является самой северной среди пирамид Дахшура и находится примерно в 1,5 км к северо-востоку от Розовой пирамиды Снофру. Она была возведена на ровном месте и состоит из ядра из сырцового кирпича, покрытого кожухом из блоков белого туринского известняка, покоящихся на фундаменте. Впервые была вскрыта в 1894 году французским египтологом Жаком де Морганом, которому удалось добраться до погребальной камеры после обнаружения туннеля, вырытого древними грабителями гробниц. Более поздняя кампания по вскрытию гробницы была проведена Дитером Арнольдом в 1990-х годах.